# Palms (banda)
Palms es un supergrupo estadounidense de post-metal formado en el año 2011. Consiste en el vocalista Chino Moreno de la banda Deftones y tres exmiembros de la banda de post-metal Isis; el bajista Jeff Caxide, el baterista Aaron Harris y el guitarrista Bryant Clifford Meyer.

## Historia
Después de la separación de Isis en el 2010, Caxide, Harris y Meyer decidieron continuar realizando música juntos. Moreno, fan de la banda desde mucho tiempo atrás se les unió poco después, comentando: "Me gusta la mezcla de sensaciones que transmite la música que hacen estos tipos, estoy emocionado de poder combinar mi propio estilo creativo con el de ellos, y por supuesto, poder divertirnos en el proceso".
Palms también demostró ser una salid para que Caxide, Harris y Meyer pudieran expandir su sonido más allá de Isis. Al respecto, Caxide dijo: "Pienso que mucha gente espera que sonemos igual a Isis agregando la voz de Chino pero esto es totalmente diferente". Para definir el sonido de Palms, se alejaron totalmente de los métodos de composición que empleaban en su antigua banda. Caxide además dijo: "Al momento de escribir estas canciones, estaba cargado de ideas que nunca surgieron mientras estaba con Isis. No quiero catalogarlo como "música pop", pero realmente esta más orientado hacia ese lado que a cualquier otra cosa que haya hecho."
Su álbum homónimo fue planeado para lanzarse en el 2012, fue lanzado el 25 de junio de 2013 a través de Ipecac Recordings—un sello discográfico fundado por Mike Patton (integrante de Faith No More, Mr. Bungle, entre otros) y que previamente había lanzado numerosos álbumes de Isis. Harris grabó sus partes de batería en House of Compression studio, propiedad de Joe Barresi (quien había trabajado con Queens of the Stone Age y Melvins) y Moreno hizo lo propio con sus pistas vocales en el estudio personal de Harris. En julio del 2013, Palms se presentó en cuatro shows en California para promocionar su álbum.
La banda lanzó el video musical del tema "Future Warrior" en septiembre de 2013, siendo dirigido por Jon Mancinetti.
El 27 de mayo del 2014, fue lanzado un remix de Antarctic Handshake por iconAclass/deadverse a través de Ipecac Recordings. El 27 de junio, la banda anunció una gira de otoño por el sur de los Estados Unidos.
Hasta el momento no han lanzado más producciones.

## Integrantes

### Actuales
- Jeff Caxide – bajo, guitarra (2011– )
- Aaron Harris – batería (2011– )
- Bryant Clifford Meyer – guitarra, teclados (2011– )
- Chino Moreno – voz, guitarra (2011– )

### Miembros en vivo
- Chuck Doom – teclado, bajo (2013- )

## Discografía

### Álbumes de estudio
- Palms (2013, Ipecac Recordings)

### Vídeos musicales
- "Future Warrior"
- "Mission Sunset"